# Acronicta aceris
Acronicta aceris és una espècie de lepidòpter ditrisi de la família dels noctúids (Noctuidae). Viu a la major part d'Europa.

## Característiques
Les ales del darrere són pàl·lides a grisa negrenca amb marques poc evidents, a més d'una constricció basal negra. Les davanteres blanques, de vegades amb marques negres en els marges. La seva envergadura és de 4-5 cm.

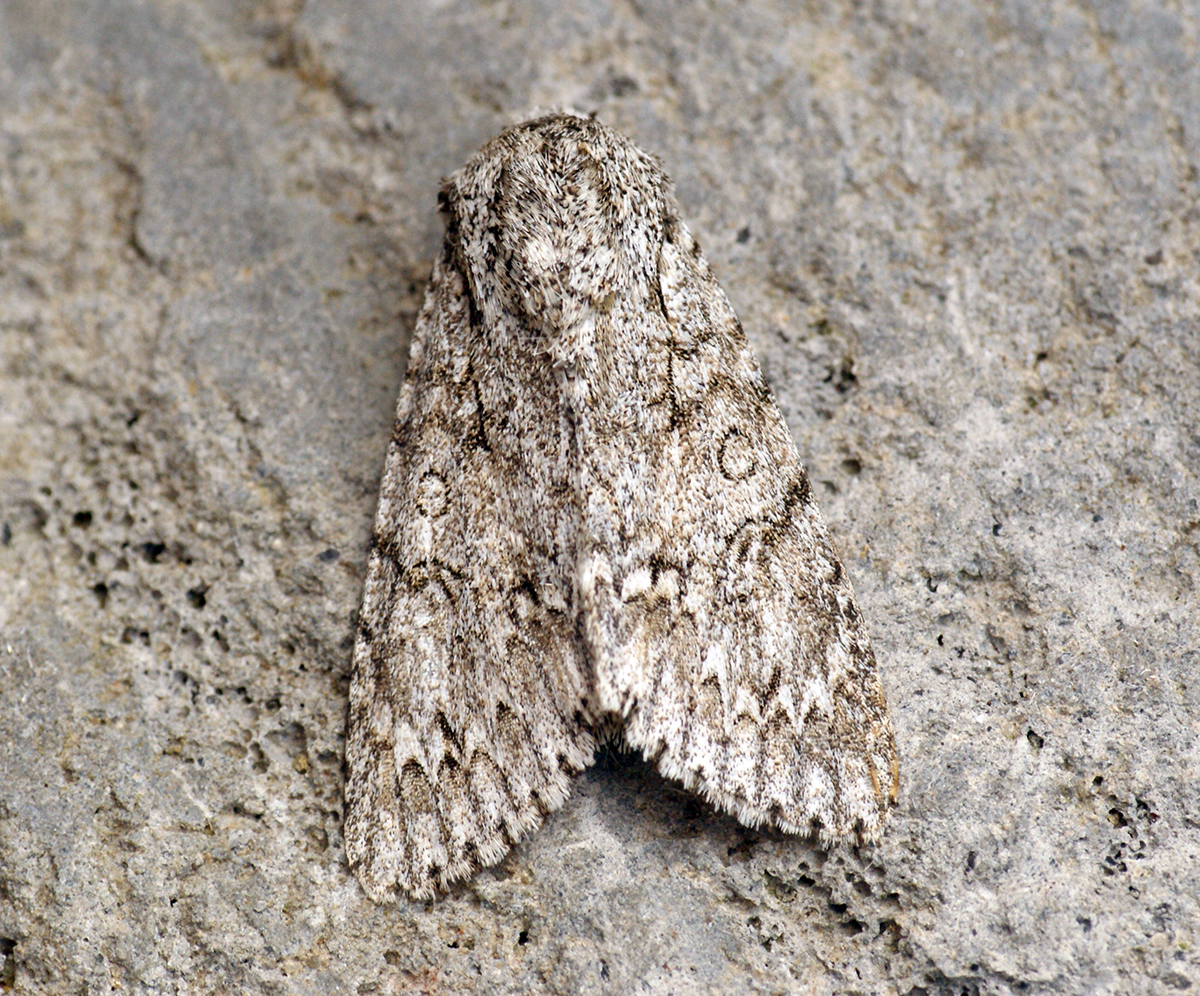
Camuflatge
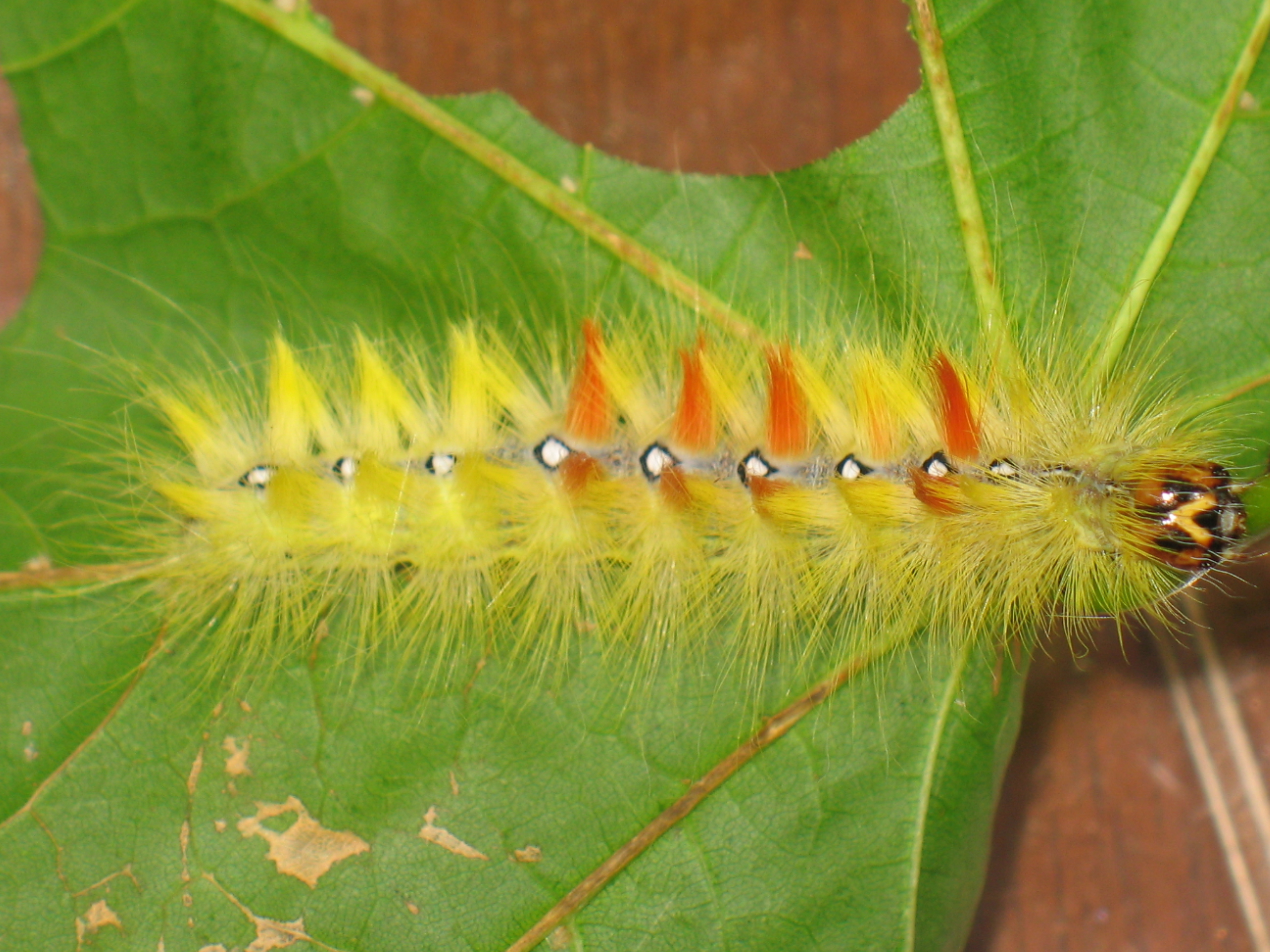
Larva

## Història natural
Els adults volen de nit de juny a agost i són atrets per la llum i el sucre. Té larves extraordinàries, molt característiques, recobertes de pèls molt llargs grocs i ataronjats amb taques blanques alineades amb negre al llarg del dors. S'alimenta de diverses espècies d'aurons i Aesculus hippocastanum, Tilia platyphyllos, Morus, Quercus robur. L'espècie passa l'hivern com a pupa.